# Exasperation Inlet
Das Exasperation Inlet (englisch für Bucht der Verzweiflung, spanisch Ensenada Exasperación) ist eine vereiste, 28 km lange und 26 km breite Bucht an der Oskar-II.-Küste des Grahamlands auf der Antarktischen Halbinsel. Sie liegt zwischen dem Foyn Point und dem Kap Disappointment.
Kartiert wurde sie 1947 durch den Falkland Islands Dependencies Survey, der sie so benannte, weil die massiven Eisverwerfungen in der Bucht den Schlittenmannschaften des Survey bei der Erkundung des Gebiets erhebliche Probleme bereiteten.